# Santiago Aguilar Alvear
Santiago Aguilar Alvear (1959) es un director y guionista español. Fue integrante de La Cuadrilla junto a Luis Guridi.
En 2021, su trabajo de investigación sobre la productora de cine Sagitario Films Sagitario Films. Oro nazi para el cine español fue premiado con el Premio Muñoz Suay de la Academia de Cine española.

## Filmografía

### Largometrajes
con La Cuadrilla
- Justino, un asesino de la tercera edad (1994)
- Matías, juez de línea (1996)
- Atilano presidente (1998)

en solitario
- De reparto (2010)

### Cortometrajes 35 mm(1994-1990)
- Cupido se enamora (1984)
- Un gobernador huracanado (1985)
- Pez...(1985)
- Shh... (1986)
- Tarta tarta hey (1987)
- La hija de Fúmanchú 72 (1990)
- Justino se va de farra (1998)

### Cortometrajes Super 8
- Cerca de 35 cortometrajes rodados en formato super 8 entre los años 1985 y 1990

## Premios
Medallas del Círculo de Escritores Cinematográficos
| Año  | Categoría         | Película                               | Resultado |
| ---- | ----------------- | -------------------------------------- | --------- |
| 1994 | Premio revelación | Justino, un asesino de la tercera edad | Ganador   |